# Jaume Capdevila Damunt
Jaume Capdevila Damunt (Reus, 23 de juny de 1905 - Barcelona, 18 de febrer de 1961) va ser un escriptor català.
De caràcter jovial, optimista i humorista, va ser treballador de banca a Reus i després a Mataró. Amb 18 anys va posar en escena un drama seu, "El primer petó d'una mare" (1923). Va ser premiat en els Jocs Florals celebrats a Reus el 1936. Va ser a la ciutat de Mataró on va publicar la majoria de les seves obres, en català durant la guerra civil, i després en castellà.
A Reus col·laborà al Setmanari Reus i publicà, el 1950 una obreta biogràfica amb el títol de Reusenses ilustres. Donà diverses conferències en la postguerra, amb un marcat to humorístic, que feia que es veiessin molt concorregudes. Va morir de sobte a la Casa de Madrid, a Barcelona, mentre en pronunciava una.

## Obres[2]
- El món per un forat: impressions de tothora. Mataró: Impremta Minerva, 1937
- Compendi de pansofia: assaig per una enciclopèdia. Mataró: Impremta Minerva, 1938
- Conceptos al margen. Mataró: Impremta Minerva, 1944